# 2811 Střemchoví
2811 Střemchoví è un asteroide della fascia principale. Scoperto nel 1980, presenta un'orbita caratterizzata da un semiasse maggiore pari a 2,8650426 UA e da un'eccentricità di 0,0376981, inclinata di 1,03315° rispetto all'eclittica.
L'asteroide è dedicato a Střemchoví, città natale dello scopritore.